# Алсиндо
Алсиндо Марта ди Фрейтас, более известный как Алсиндо Бугре или просто Алсиндо (порт. Alcindo Martha de Freitas; Bugre; 31 марта 1945, Сапукая-ду-Сул, штат Риу-Гранди-ду-Сул — 27 августа 2016, Порту-Алегри) — бразильский футболист, выступавший на позиции нападающего. Лучший бомбардир в истории «Гремио».

## Биография
Начал заниматься футболом в команде «Айморе» из Сан-Леополду, после чего перешёл в молодёжную академию «Интернасьонала», но в конце 1950-х стал заниматься уже в «Гремио». В 1963 году был отдан в аренду в «Риу-Гранди», где и дебютировал на взрослом уровне.
В 1964 году вернулся в родной «Гремио», где вскоре стал игроком основного состава и одним из лидеров команды. В дебютном для себя Гре-Нал нападающий отметился тремя забитыми мячами в ворота «Интера».
На протяжении восьми сезонов был одним из лучших бомбардиров в бразильском футболе. В 377 официальных матчах за «трёхцветных» отметился 231 голом, а всего за Гремио он забил 264 гола, что является клубным рекордом. С 1964 по 1968 год вместе со своей командой пять раз подряд выигрывал чемпионат штата Риу-Гранди-ду-Сул. Также ему принадлежит рекорд по числу забитых голов на стадионе Олимпико Монументал — 129 в 186 матчах. Алсиндо — второй бомбардир «Гремио» в истории Гре-Нал с 13-ю забитыми мячами.
В 1972—1973 годах выступал за «Сантос», с которым выиграл в 1973 году чемпионат штата Сан-Паулу. Затем он переехал в Мексику, в составе «Америки» становился чемпионом страны в сезоне 1975/76. После возвращения в Бразилию в 1977 году выиграл с «Гремио» шестой титул Лиги Гаушу, в завершил карьеру во «Франкане».
За сборную Бразилии сыграл в пяти матчах (по другим данным — в семи). В 1966 году принял участие в чемпионате мира в Англии, где провёл за «селесау» две игры.
Скончался в больнице Сан-Лукас в Порту-Алегри от осложнений, связанных с сахарным диабетом. Тело Алсиндо было кремировано по желанию родственников.

## Достижения
- Чемпион штата Сан-Паулу (1): 1973
- Чемпион штата Риу-Гранди-ду-Сул (6): 1964, 1965, 1966, 1967, 1968, 1977
- Чемпион Мексики (1): 1975/76